# St. Petersburg Renegades
Die St. Petersburg Renegades waren ein US-amerikanisches Eishockeyfranchise der Sunshine Hockey League aus Saint Petersburg, Florida. 

## Geschichte
Die St. Petersburg Renegades nahmen zur Saison 1992/93 als eines von fünf Gründungsmitgliedern den Spielbetrieb in der Sunshine Hockey League auf. In ihrer Premierenspielzeit startete die Mannschaft erfolgreich, wies jedoch einen zu niedrigen Zuschauerschnitt auf, um gewinnbringend zu arbeiten, da mit den Tampa Bay Lightning zur gleichen Zeit ein Team aus der National Hockey League angesiedelt wurde. Bereits nach 20 Spielen stellten die Renegades daher bereits wieder den Spielbetrieb ein und das Franchise wurde aufgelöst. 

## Saisonstatistik
Abkürzungen: GP = Spiele, W = Siege, L = Niederlagen, T = Unentschieden, OTL = Niederlagen nach Overtime SOL = Niederlagen nach Shootout, Pts = Punkte, GF = Erzielte Tore, GA = Gegentore, PIM = Strafminuten
| Saison  | GP | W  | L | T | OTL | SOL | Pts | GF  | GA  | Platz    | Playoffs           |
| 1992/93 | 20 | 10 | 6 | — | 4   | —   | 34  | 100 | 102 | 5., SuHL | nicht qualifiziert |

## Team-Rekorde (Sunshine Hockey League)

### Karriererekorde
Spiele: 20  Andrei Sidorov (u. a.)
Tore: 18  Andrei Sidorov
Assists: 14  Jim McGeough,  Ben Wyzansky
Punkte: 31  Andrei Sidorov,  Jim McGeough
Strafminuten: 123  Brent Gamble